# سیدمحمود امامی‌رضوی
سیدمحمود امامی‌رضوی سیاست‌مدار ایرانی بود، که در  دوره بیست و دوم  بعنوان نماینده خلخال در مجلس شورای ملی حضور داشت.